# Wahakari Lake
Der Wahakari Lake ist ein See im nördlichen Teil der Region Northland auf der Nordinsel von Neuseeland.

## Geographie
Der Wahakari Lake befindet sich im Aupōuri Forest, rund 3,5 km von der Westküste des mittleren Teils der Aupōuri Peninsula und des unter Touristen bekannten Ninety Mile Beach entfernt. Die kleine Siedlung Te Kao ist rund 3,4 km in östlicher Richtung zu finden. Der rund 90,19 Hektar große See erstreckt sich über eine Länge von rund 1,67 km in Westnordwest-Ostsüdost-Richtung und misst an seiner breitesten Stelle rund 920 m. Der See vertieft sich bis auf 12,7 m in seinem südöstlichen Teil, wo er vom Te Kao Stream entwässert wird. Zu erreichen ist der See über die Te Ahu Road von Te Kao aus.